# Can Sabrià
Can Sabrià és una obra barroca de Palafrugell (Baix Empordà) protegida com a Bé Cultural d'Interès Local.

## Descripció
La casa té un porxo sortint a la planta baixa amb arcades i voltes de canó de pedra morterada. A sobre del porxo hi ha una àmplia terrassa a nivell del primer pis. A la terrassa hi dona una porta amb llinda situada a l'eix que té obertures del segle xix mentre que a l'altre eix és obert per mitjà d'una gran arcada que dona pas a un ampli espai cobert amb volta de llunetes. A la terrassa hi ha un brocal del pou coronat amb peça de forja i una garita afegida. És notable la llarga escala d'obra, d'un sol tram que comunica l'hort amb la terrassa.
La façana és arrebossada i conserva rastres de l'acoloriment amb una sanefa a la part alta i franges verticals blaves i grogues.